# Wimmersdorf (Gemeinde Asperhofen)
Wimmersdorf ist eine Ortschaft und Katastralgemeinde der Marktgemeinde Asperhofen in Niederösterreich.

## Geografie
Das Straßendorf liegt 4 Kilometer südöstlich von Asperhofen und ist über die Landesstraßen L2242 und L2243 erreichbar. Das landwirtschaftlich geprägte Dorf verfügt im Südwesten über ein Gewerbegebiet.

## Geschichte
Im Franziszeischen Kataster von 1821 ist Wimmersdorf als Straßendorf mit mehreren Gehöften eingezeichnet. Laut Adressbuch von Österreich waren im Jahr 1938 in Wimmersdorf ein Gastwirt, ein Gemischtwarenhändler, ein Schlosser, zwei Schuster und einige Landwirte ansässig.